# アーノルド・コペルソン
アーノルド・コペルソン（Arnold Kopelson 1935年2月14日 - 2018年10月8日）は、アメリカ合衆国・ニューヨーク出身の映画プロデューサー。妻のアン・コペルソン（Anne Kopelson）も映画プロデューサー。

## 人物
ワーナー・ブラザースの映画作品でアーノン・ミルチャンと共にプロデューサーとして名を連ねる事が多い。
2018年10月8日、カリフォルニア州ビバリーヒルズの自宅にて死去。83歳没。

## 主な作品
- レガシー The Legacy (1979) 製作総指揮
- ジャグラー/ニューヨーク25時 Night of the Juggler (1980) 製作総指揮
- フーリング Foolin' Around (1980)
- ダーティ・トリック Dirty Tricks (1981) 日本未公開
- ポーキーズ Porky's (1982) 製作総指揮
- プラトーン Platoon (1986)
- ワーロック Warlock (1989) 製作総指揮
- 生きるために Triumph of the Spirit (1989)
- アパッチ Fire Birds (1990) 製作総指揮
- アウト・フォー・ジャスティス Out for Justice (1991)
- フォーリング・ダウン Falling Down (1993)
- 逃亡者 The Fugitive (1993)
- アウトブレイク Outbreak (1995)
- セブン Seven/Se7en (1995)
- イレイザー Eraser (1996)
- ホワイトハウスの陰謀 Murder At 1600 (1997)
- マッド・シティ Mad City (1997)
- ディアボロス/悪魔の扉 The Devil's Advocate (1997)
- 追跡者 U.S.Marshals (1998)
- ダイヤルM A Perfect Murder (1998)
- 新・逃亡者 The Fugitive (2001 - 2001) テレビドラマ、製作総指揮
- サウンド・オブ・サイレンス Don't Say a Word (2001)
- リーマン・ジョー! Joe Somebody  (2001)
- ツイステッド Twisted  (2004)